# Spargo (gruppo musicale)
Gli Spargo sono un gruppo musicale olandese formatosi ad Amsterdam nel 1975 e specializzato nel genere della disco music.

## Storia

### Primo periodo
La band venne fondata inizialmente con il nome di Funkliefhebber Lammertink da Ruud Mulder, Hans Elbersen (entrambi provenienti dal gruppo blues rock Space 7), Ellert Driessen, Jef Nassenstein e Leander Lammertink. In seguito Elbersen abbandonò la band e nel 1979 si aggiunse la cantante statunitense Lilian Day Jackson.
Gli Spargo divennero noti al grande pubblico con la loro hit You and Me del 1980, che si piazzò al 1º posto nelle classifiche musicali dei Paesi Bassi, oltre a riscuotere un enorme successo in altri Paesi europei, tra cui Belgio, Germania, Islanda e Svezia. In Italia il brano raggiunse la posizione numero 2 della Hit Parade e si piazzò al 9º posto nella graduatoria dei singoli più venduti del 1980.
Altri singoli che ottennero un discreto successo internazionale furono One Night Affair (1981), Just for You (1981) e Hip Hap Hop (1982).
Jackson e Lammertink lasciarono la band alla fine del 1983. Il batterista venne sostituito da René van Collem (proveniente dal gruppo musicale Doe Maar) e venne pubblicato un nuovo album, Step by Step, da cui venne estratto il singolo Lady. Non raccogliendo più il consenso di una volta, la band si sciolse nel 1985.

### Reunion
Nel 1997 gli Spargo vennero rifondati con il supporto del fratello di Jackson, Larry, alle percussioni, pubblicando un nuovo singolo Indestructible per una compilation su CD; A ciò fecero seguito varie performance dal vivo e in televisione, tra cui il programma musicale TopPop.
Alla fine del 2015 la band, supportata da Larry Jackson e dal figlio di Driessen, Joao, al sassofono e alle tastiere, si esibì in un mini concerto durante lo spettacolo dal vivo Let's Dance presentato da Humberto Tan al Ziggo Dome di Amsterdam.
Nel giugno 2017 la band si esibì al 40-UP Festivals, nonché al Red Light Jazz festival ad Amsterdam.
Nel 2018 la figlia di Driessen, Jazzi Bobbi, compose un remix di You and Me che venne utilizzato anche come jingle pubblicitario.
La cantante Lilian Day Jackson è morta il 24 aprile 2023.

## Formazione

### Membri attuali
- Ruud Mulder – chitarra, voce
- Ellert Driessen – voce principale maschile, tastiere
- Gerald Olieberg – basso
- Leander Lammertink – batteria

### Membri passati
- Hans Elbersen – chitarra, voce
- René van Collem – batteria
- Jef Nassenstein – basso, voce
- Lilian Day Jackson – voce principale femminile, percussioni

## Discografia

### Album in studio
- 1980 – Good Time Spirit
- 1981 – Go
- 1982 – Hold On
- 1984 – Step by Step

### Raccolte
- 1982 – The Best of Spargo
- 1983 – Greatest Hits
- 1990 – Best of Spargo
- 1997 – Indestructible - The Singles Collection
- 2019 – Just for Me and You - The Greatest Hits Collection

### Singoli
| Anno | Singolo            | Posizione massima | Posizione massima | Posizione massima | Posizione massima | Posizione massima | Posizione massima | Posizione massima | Posizione massima |
| Anno | Singolo            | BE (FLA)          | GER               | ISL               | IT                | NL 40             | NL 100            | SPA               | SWE               |
| ---- | ------------------ | ----------------- | ----------------- | ----------------- | ----------------- | ----------------- | ----------------- | ----------------- | ----------------- |
| 1980 | You and Me         | 1                 | 14                | 1                 | 2                 | 1                 | 1                 | 5                 | 16                |
| 1980 | Head Up to the Sky | 13                | 61                | -                 | -                 | 5                 | 8                 | -                 | -                 |
| 1980 | Sometimes          | -                 | -                 | -                 | -                 | 23                | 20                | -                 | -                 |
| 1981 | One Night Affair   | 8                 | 68                | 5                 | 15                | 4                 | 5                 | 12                | -                 |
| 1981 | Just for You       | 10                | 29                | -                 | 21                | 5                 | 7                 | -                 | -                 |
| 1982 | Hip Hap Hop        | 6                 | 15                | -                 | -                 | 5                 | 6                 | -                 | -                 |
| 1982 | Hey You            | -                 | -                 | -                 | -                 | -                 | -                 | -                 | -                 |
| 1982 | So Funny           | 31                | 36                | -                 | -                 | 29                | 29                | -                 | -                 |
| 1982 | Goodbye            | -                 | -                 | -                 | -                 | 29                | 29                | -                 | -                 |
| 1983 | Do You Like Me     | -                 | -                 | -                 | -                 | 26                | 26                | -                 | -                 |
| 1983 | Groovy People      | -                 | -                 | -                 | -                 | -                 | -                 | -                 | -                 |
| 1983 | Love and True Love | -                 | -                 | -                 | -                 | -                 | -                 | -                 | -                 |
| 1984 | Lady               | 26                | -                 | -                 | -                 | 15                | 17                | -                 | -                 |
| 1984 | I'm in Love        | -                 | -                 | -                 | -                 | -                 | -                 | -                 | -                 |
| 1984 | Oh No!             | -                 | -                 | -                 | -                 | -                 | -                 | -                 | -                 |
| 1997 | Indestructible     | -                 | -                 | -                 | -                 | -                 | 74                | -                 | -                 |